# Pensamentos (Pascal)
Pensamentos (em francês: Pensées) é uma obra do físico, filósofo e teólogo francês Blaise Pascal (1623-1662). Foi escrita com o intuito de defender o cristianismo, tendo o argumento da aposta em sua composição.

## Publicação
Pensamentos foi o nome dado postumamente aos fragmentos que Pascal estava preparando para uma apologia do cristianismo, que nunca foi concluída. Esse trabalho costuma ser conhecido como Apologia da Religião Cristã, por mais que o autor nunca tenha usado esse título.
Embora pareça consistir em ideias e anotações, algumas das quais incompletas, acredita-se que antes de sua morte em 1662 Pascal já havia planejado a ordem do livro e começado a organizá-lo. Porém, como não concluiu seu trabalho, existem discordâncias sobre a ordem correta dos escritos. A obra foi publicada originalmente em 1670 e a primeira tradução para o inglês ocorreu em 1688.